# Johanna Anthonia Lammers
Johanna Anthonia Antje Roeloffs-Lammers (geboren 16. Juli 1787 in Den Haag; gestorben 6. Januar 1874 ebenda) war eine niederländische Stifterin von Hofjes und Wohltäterin.

## Leben
Johanna Anthonia Lammers wurde am 16. Juli 1787 in Den Haag geboren. Sie war die Tochter des Papierverkäufers Barend Lammers (gestorben 1807) und Alida Antonia Schouten (1760–1811). Sie war das zweite Kind einer bürgerlichen Familie und hatte drei Geschwister. Ihr Vater kam wahrscheinlich um 1775 aus Zutphen nach Den Haag, um für seinen Onkel Andries Windesch in seinem Papiergeschäft am Spui zu arbeiten. Im selben Jahr wurde er Mitglied der Innung der Buchdrucker, Buchbinder und Buchverkäufer. Er eröffnete ebenfalls ein Papiergeschäft, welches nach seinem Tod ihr Bruder Dirk (1789–1866) übernahm. Antje Lammers heiratete am 30. Oktober 1808 im Alter von 21 Jahren den Beamten und Angestellten Hendrik Roeloffs (1784–1843). Er wurde später Kontrolleur der Staatsausgaben. Am 5. November 1813 wurde ihr Sohn Barend Alidanus Antonie geboren.

## Erbe
Hendrik Roeloffs starb 1843 und ihr einziger Sohn ein Jahr später. Danach zog sie zu ihrem alleinstehenden Bruder Dirk in dessen großes Haus. Nach seinem Tod im Februar 1866 erbte sie seinen gesamten Besitz. Dank der Erbschaft erlangte Antje Roeloffs-Lammers auf einen Schlag enormes Vermögen. Zu ihrem Vermögen gehörten neben Geld und Kapitalanlagen auch ein großes Eigenheim und mehrere Pachtbauernhöfe. Sie ließ noch im selben Jahr ein geheimes Testament aufsetzen, welches später mehrfach geändert wurde. Ursprünglich gehörte sie der niederländisch-reformierten Kirche an, stellte Vermächtnisse karitativen Einrichtungen aller gängigen kirchlichen Konfessionen zur Verfügung. Im Gedenken an ihren Bruder sollte eine Stiftung gegründet werden, die seinen Namen tragen sollte, sodass auch in Zukunft zahlreiche Wohltätigkeitsorganisationen unterstützt werden könnten.
Johanna Anthonia Roeloffs-Lammers starb am 6. Januar 1874.

## Umstrittenes Testament
Dieses Testament war umstritten, ihr wurde unterstellt, nicht mehr bei klarem Verstand gewesen zu sein, die drei Testamentsvollstrecker, dabei handelte es sich um Bekannte aus dem Geschäftsleben ihres verstorbenen Bruders, Jacobus Johannes Duijnstee, Maarten Kruijt Arieszn und Jan Leonard Wiercx, jeweils ein Grundbesitzer, ein Buchhalter und ein Notar, sollen hinter dem Geld hergewesen sein. Einige verärgerte Verwandte stellten solche Behauptungen in zahlreichen Pamphleten auf. Jedoch wurde ihr Erbe so bestätigt. Diese Erbstreitigkeiten erregten so viel Aufsehen, dass die Zeitungen in den gesamten Niederlanden ausgiebig darüber berichteten. J.A. de Bergh ließ im April 1876 das Theaterstück „De miljoenenerfenis of het driemanschap liet opvoeren“ aufführen. Diese Farce sorgte in Amsterdam und Den Haag für ausverkaufte Häuser. De Bergh bestritt, dass zwischen seinem Stück, das um 1841 spielt, und der Haager Erbschaftsfrage ein Zusammenhang bestehe. Dennoch muss der Fall für ihn eine Quelle der Inspiration gewesen sein. Zudem erwecken seine scharfen Reaktionen auf die Anschuldigungen der Testamentsvollstrecker den Eindruck, als wolle er das Feuer weiter anfachen. Er ließ sogar Flugblätter über die Angelegenheit drucken, die aus einem Heißluftballon verteilt werden sollten.

### Vermächtnis
Mehrere Institutionen in Den Haag konnten von dem Erbe der Witwe Roeloffs-Lammers profitieren, wie das St. Nicholas Hospital, das Diakonat der Niederländisch-Reformierten Kirche, die Diakonatsschule der Niederländisch-Reformierten Kirche, das römisch-katholische Pfarrarmerentenamt, den römisch-katholischen Wohltätigkeitsfonds, die Willibrordus-Stiftung, die Vereinigung des Heiligen Vinzenz von Paulo, der Vorstand des Israelitischen Waisenhauses, des Lutherischen Waisenhauses und das Idiotenasyl für Minderjährige. Zum Entsetzen der Familie erhielt Testamentsvollstrecker Duynstee außerdem zwanzigtausend Gulden für das Johannes de Deo-Krankenhaus, eine Einrichtung, deren Mitbegründer er war.

### Dirk und Johanna Anthonia Lammers-Stiftung
Durch die neu gegründete Dirk und Johanna Anthonia Lammers-Stiftung wurden zwei Hofjes gebaut und über viele Jahre wurden vier „evangelische Damen“ im Sint Nicolaas Gasthuis untergebracht, der ältesten Einrichtung Den Haags. Zudem konnte bedürftigen Menschen geholfen werden, die unverschuldet in finanzielle Schwierigkeiten geraten waren. Auch Bedienstete, Personen aus ihrem Freundeskreis sowie einige Verwandte sollten am Erbe teilhaben. Zahlreiche Projekte wurden über lange Zeit durch die Lammers-Stiftungen finanziert. Von 1874 bis 1961 wurden jedes Jahr mehrere alte Damen auf Kosten der Lammersstichting in das Sint Nicolaas Gasthuis aufgenommen. Nach dem Zweiten Weltkrieg erwies sich der Betrag als zu gering, um drei Bewohner zu ernähren. Ende der 1950er Jahre wuchsen die finanziellen Schwierigkeiten der Stiftung. Unter anderem im Zusammenhang mit der bevorstehenden Schließung des Sint Nicolaas Gasthuis wurde entschieden, dass die einzige Bewohnerin, die dort noch auf Kosten der Lammersstichting lebte, bis zu ihrem Tod dort bleiben konnte. Danach würde die Stiftung die Zahlungen einstellen.

### Hofje

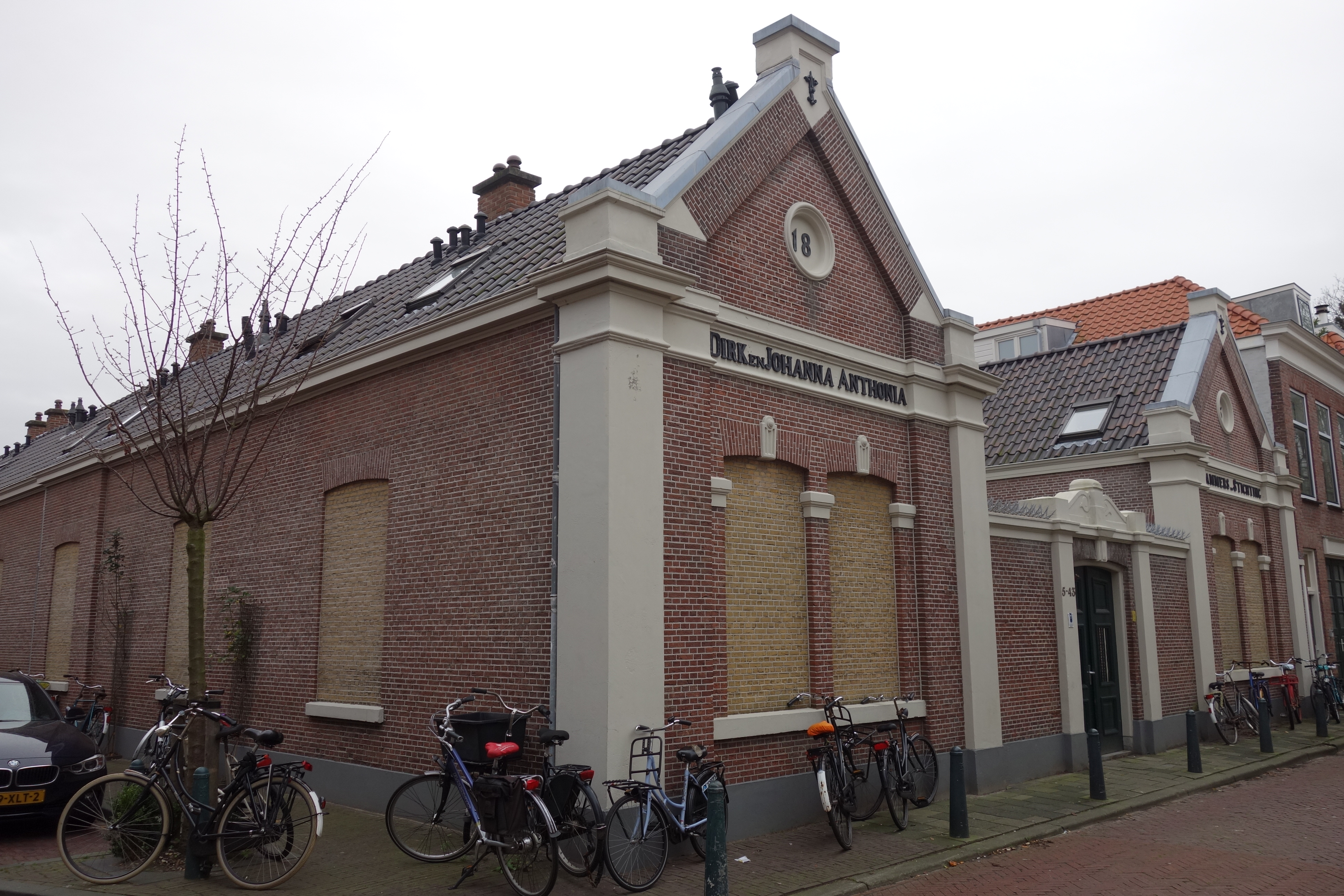
Hofje in der Schelpstraat

Sie hatte zudem verfügt, dass etwa zwanzig Häuser für „unglückliche, anständige Witwen oder junge Damen aus der Mittelschicht“ gebaut werden sollten. Dieser Hofje wurde in der Schelpstraat angelegt. Auch war sie für die Stiftung von zehn Häusern in der Scheveninger Badhuisstraat verantwortlich, die für „unglückliche Witwen und Kinder von Fischern bestimmt waren, die bei Unfällen ums Leben gekommen waren“. Im Jahr 1979 wurde die Gemeinde Den Haag gebeten, die Höfe zu übernehmen. Die vier Stiftungen wurden im Oktober 1980 aufgelöst und die Höfe Ende 1981 durch eine private Übertragung der Stiftungen vom Haager Verein von 1854 erworben. Die Namen von Dirk und Johanna Anthonia Lammers leben nur noch an der Fassade des Innenhofs in der Badhuisstraat.